# 尉迟顺
尉迟顺（？—580年），代人，河南郡洛阳县（今河南省洛阳市东）人，西魏、北周官员。

## 生平
尉迟顺因为父亲尉迟迥平定巴蜀的功劳，获授开府、安固郡公，后来因为女儿尉迟炽繁成为周宣帝宇文贇的皇后，获拜上柱国、封胙国公。大象二年（580年），尉迟迥在相州战败，尉迟顺和兄弟们都被诛杀。

## 其他
尉迟顺的墓志志盖后被丘从俭侵夺，改刻“丘府君墓志铭”

## 家庭

### 父亲
- 尉迟迥，北周上柱国、相州总管、蜀国公

### 兄弟姐妹
- 尉迟谊，北周开府、朔州刺史、资中郡公
- 尉迟宽，北周大将军、长乐郡公，早卒
- 尉迟惇，北周军正下大夫、魏安郡公
- 尉迟祐，北周西都郡公
- 尉迟氏，嫁北周仪同、松滋公拓跋兢，封回洛县君
- 尉迟氏，嫁北周骠骑大将军、开府仪同三司、东京司宪中大夫、文安县开国公周韪，封邓宁郡君